# Exclusão de ilicitude
A exclusão da ilicitude se dá pela presença de certos elementos ou situações que afastam a ilegalidade de uma ação. É uma típica estratégia de defesa no direito, pela qual configura-se uma exceção à proibição legal.
No direito penal, um crime se define, de modo geral, pelo fato típico e pela antijuridicidade, isto é, o dano a um bem protegido pelo Direito; a excludente de ilicitude justamente excepciona a antijuricidade. Assim, por exemplo, matar alguém intencionalmente corresponde ao crime de homicídio. No entanto, não haverá crime se tal ato foi cometido em legítima defesa. O estado de necessidade, a legítima defesa, o estrito cumprimento do dever legal e o exercício regular de direito são exemplos de excludentes de ilicitudes. As excludentes de ilicitude não se confundem com as excludentes de culpabilidade. No direito anglo-americano o conceito penal equivalente é conhecido como "justificação".
No direito civil, o ato ilícito gera a obrigação de indenizar, de modo que a excludente, em regra, evita essa obrigação.